# خدایارلی
خدایارلی (به لاتین: Xudayarlı) یک منطقهٔ مسکونی در جمهوری آذربایجان است که در شهرستان جبرئیل واقع شده‌است.